# Waika

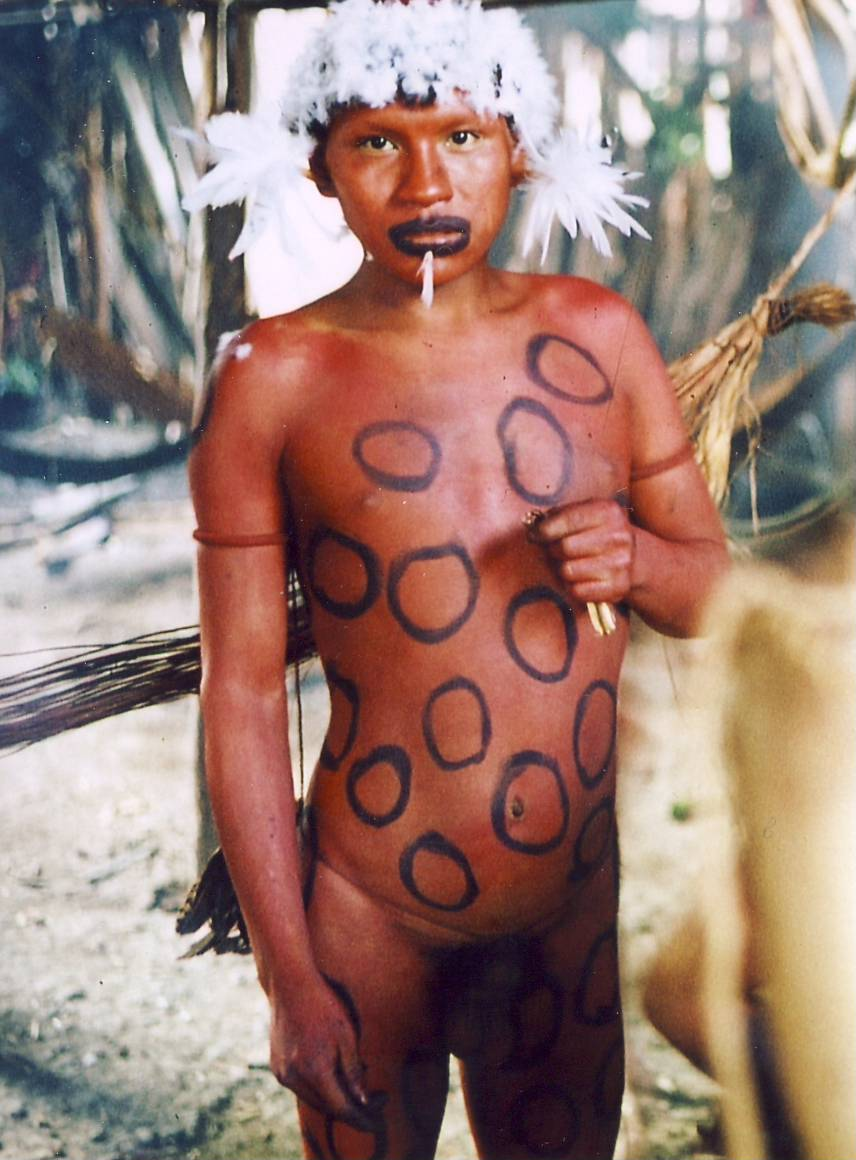
Junger Waika vor traditioneller Hängematte, der hamaca (2008)

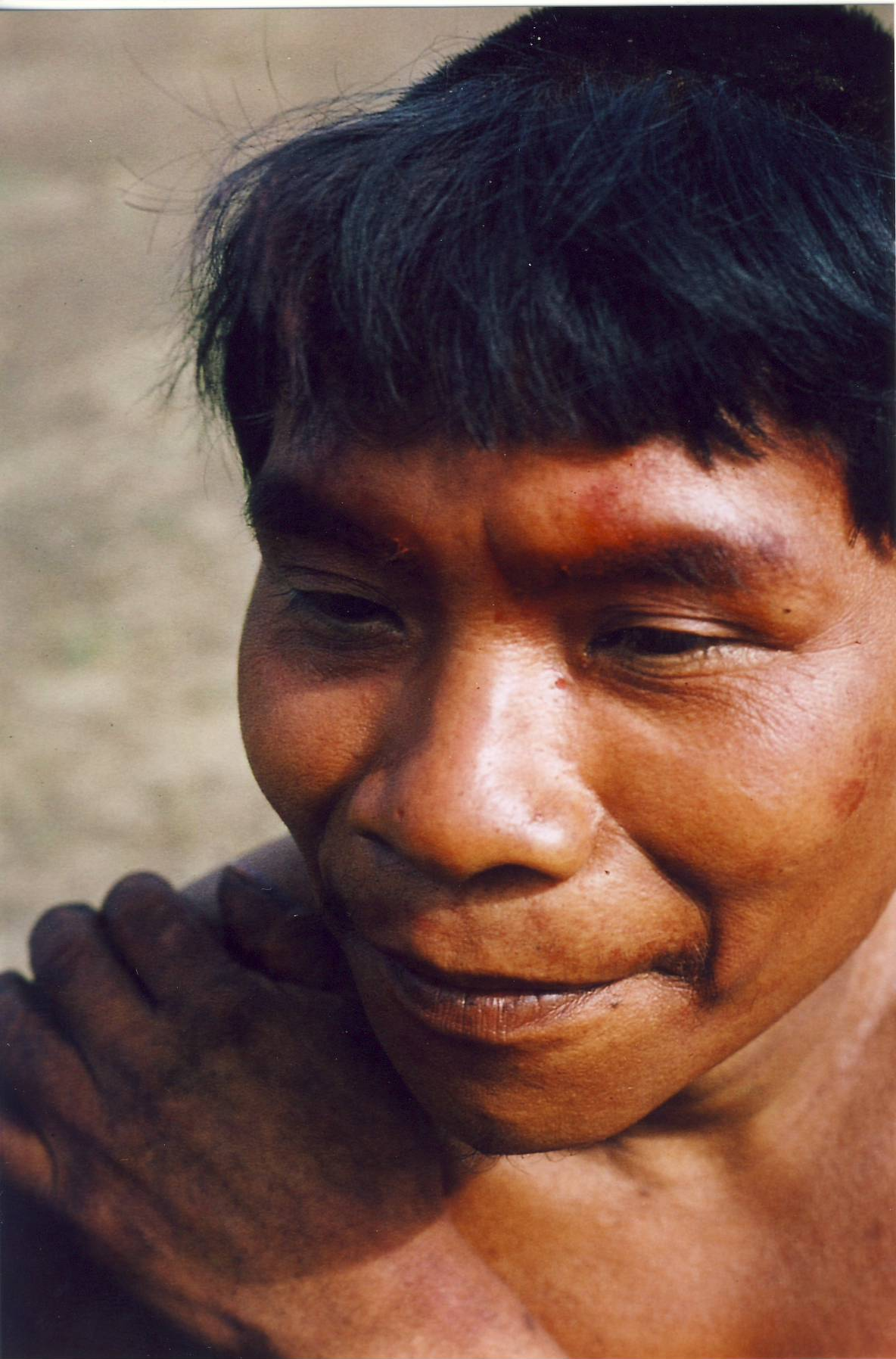
Porträt eines Waika-Indianers (2008)

Die Waika, portugiesisch Uaicás, sind ein indigenes Volk im äußersten Süden von Venezuela im Grenzgebiet zu Brasilien und gehören zur großen Gruppe der Yanomami-Indianer. Sie sprechen eine Yanomam-Sprache, als Yanomámi oder Waiká bezeichnet (rund 9000 Sprecher).

## Alexander von Humboldt
Um 1800 war Alexander von Humboldt auf seiner Südamerika-Expedition bereits diesen Indianern begegnet, ihre Bezeichnung als Waika war ihm bekannt (in der damaligen spanischen Schreibweise Guaica).

## Siedlungen

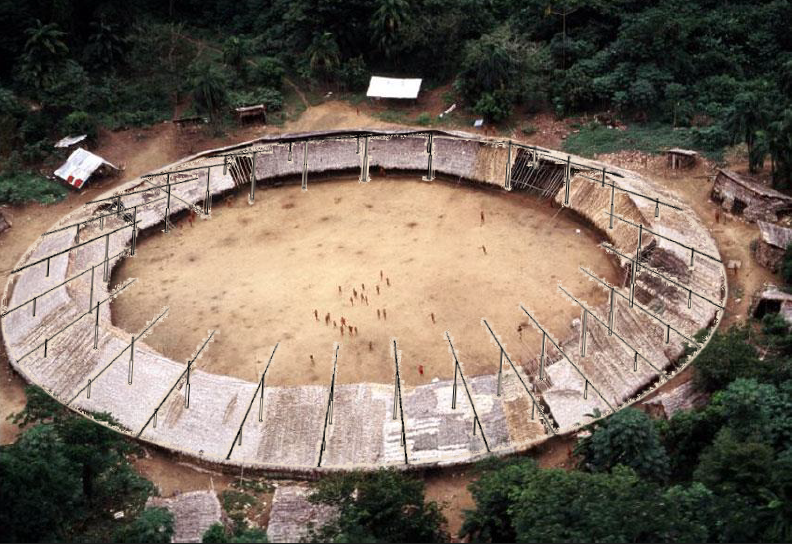
Shaponoanlage eines Yanomanidorfes

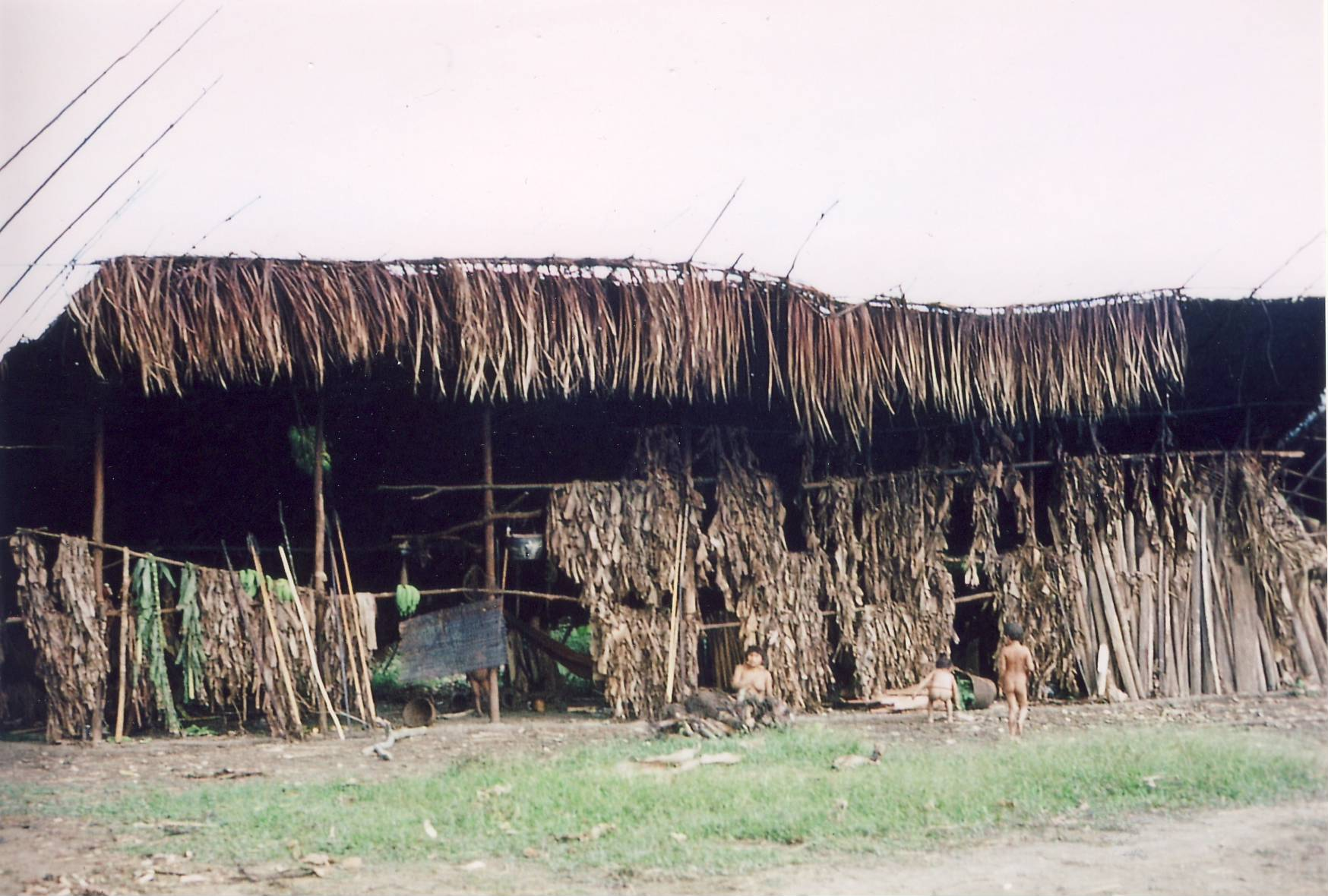
Das Innere eines Waika-Shaponos mit Frau und Kindern (2008)

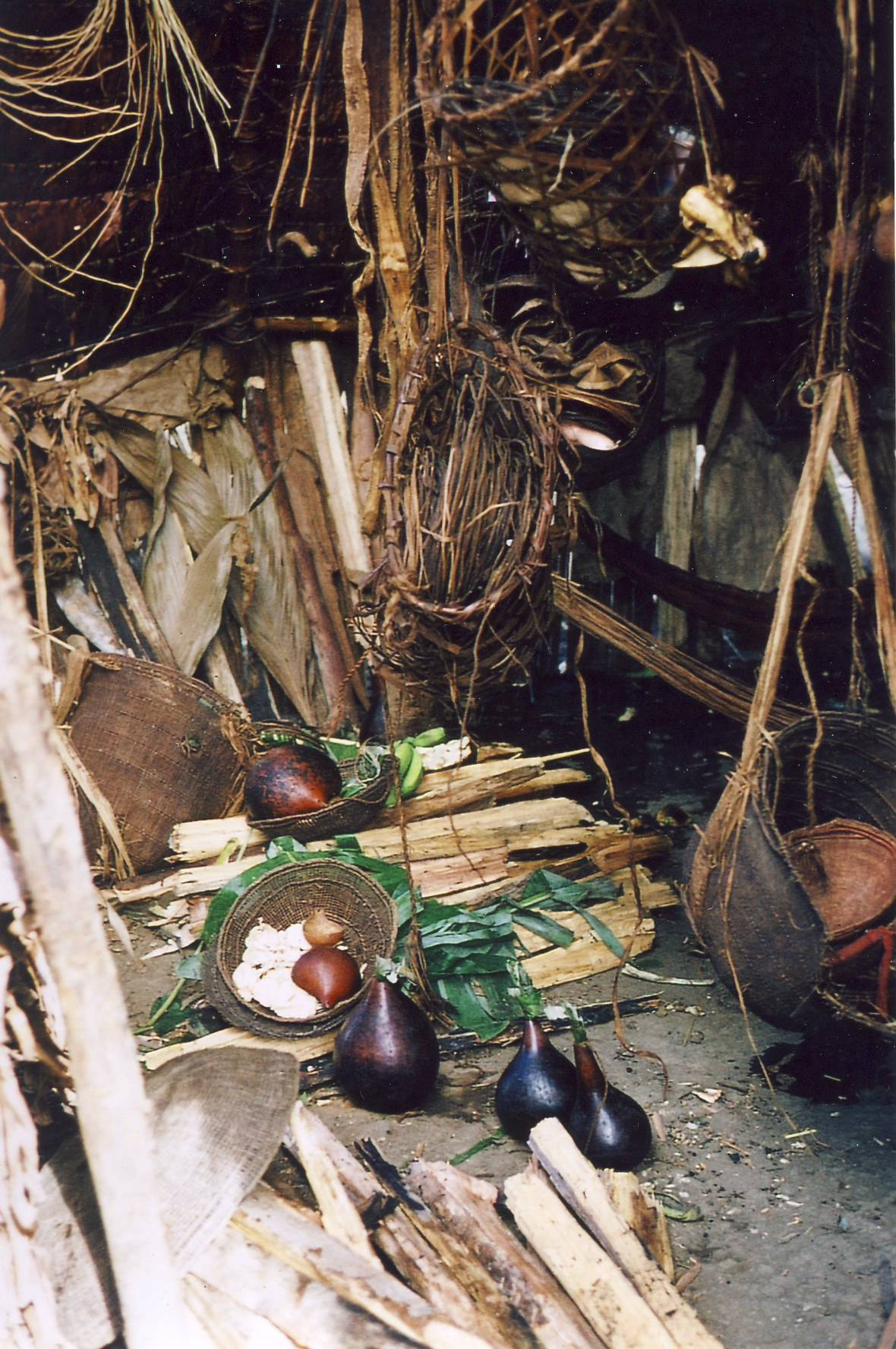
Vorratsplatz einer Familie (2008)

Das Siedlungsgebiet der Waika befindet sich am Oberlauf des Orinoko-Flusses (Alto Orinoco) im Gebiet des Guyanaschilds, eine der ältesten Gesteinsformationen der Erde. Am bekanntesten ist das Hochplateau Auyan Tepui mit dem höchsten Wasserfall der Erde, dem Salto Ángel.
Die Waika leben in Runddörfern, als Shaponos bezeichnet (Shabano, Xabono), einem Siedlungskomplex aus kreisförmig angelegten Rundhäusern um einen zentralen Platz in dem sonst lückenlosen Grün des Urwalds. Wo es geht, wählen sie dafür natürliche baumlose Inseln im Urwald. Meist müssen sie aber Rodungen schaffen, um ihre Siedlungen anzulegen. Diese haben einfache, nach innen offene, mehrere Meter hohe Pultdächer, die nach außen bis fast auf den Boden hinabreichen. Sie sind mit Palmwedeln bedeckt und halten auch tropischen Regengüssen stand. Eigentlich wird mit Shapono der zentrale freie Platz der Siedlung bezeichnet. Dieser bleibt immer frei und dient als Spielplatz für die Kinder, aber auch als Versammlungsplatz und für die kultischen Tänze der Siedlungsgemeinschaft. Die Rundsiedlung ist oft von einem Palisadenzaun aus ungeordnet aufgeschichteten Ästen umgeben. Meist gibt es nur einen Eingang zum Inneren des Shapono.
Diese Runddörfer werden von 30 bis etwa 100 Personen bewohnt. Steigt die Einwohnerzahl darüber, so teilt sich die Dorfgemeinschaft und ein neuer Shapono wird angelegt. Auch im Fall, dass die Jagdbeute immer weniger wird oder der Ertrag der Pflanzungen sich erschöpft, zieht das ganze Dorf weiter und ein neuer Shapono wird errichtet. Vom Shapono aus führen Pfade in den Urwald zu den Jagdgebieten und den Pflanzungen. Da oftmals Bäche oder Sumpfgebiete überquert werden müssen, haben die Waika ausgeklügelte Brückenkonstruktionen entwickelt, die ausgesprochen stabil und sicher sind. Selbst Schluchten überspannen sie mit Hängebrücken.
Das Innere eines Rundhauses
Durch die Stützbalken des Pultdachs entstehen im Inneren des Rundhauses für jede Familie feste, wenn auch offene Wohnbereiche, in denen sie ihre hamaca (Hängematte) aufhängen und ihr Feuerholz sowie Vorräte aufbewahren. Auf den Fotos erkennt man ihre wenigen Besitztümer wie Kalebassen, verschiedene Körbe zum Sammeln und Tragen sowie Holz zum Kochen. Die kleinen, schüsselförmigen Körbe sind höchst einfach geflochten, ohne jegliche Muster wie bei anderen Stämmen. In den großen Körben tragen die Frauen mit einem Stirnband Bananen, Yucca-Wurzeln oder Brennholz von den Pflanzungen in den Shapono. Die einfachen Keramikschüsseln sind heute vielfach durch Aluminiumtöpfe ersetzt, die gerne angenommen werden. Auch findet man häufig moderne Baumwollhängematten, die durchaus beliebt sind, aber auch Nachteile haben. Einmal stellen sie bei einem Umzug einen beträchtlichen Zusatzballast dar und zum anderen werden sie durch lange Benutzung unhygienisch. Da die Waika in kürzester Zeit aus Naturfasern eine hamaca flechten können, ist diese traditionelle Hängematte der modernen vorzuziehen. Kalebassen als Vorratsbehälter für Wasser sind unverzichtbar. Von besonderer Bedeutung sind auch die immer griffbereit an einem Pfosten lehnenden Pfeile und der starke Bogen.

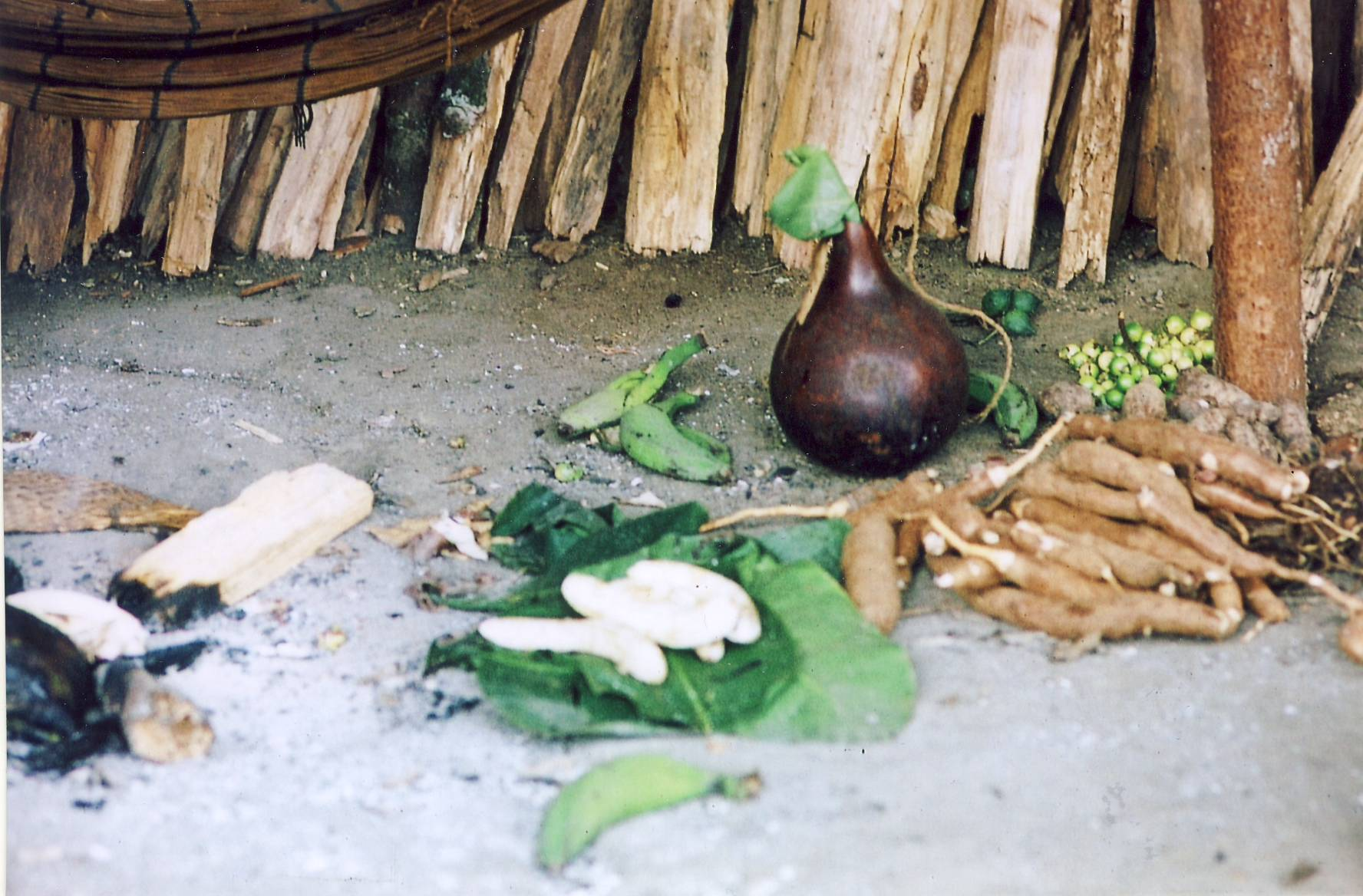
1) Kochstelle einer Familie in einem Shapono
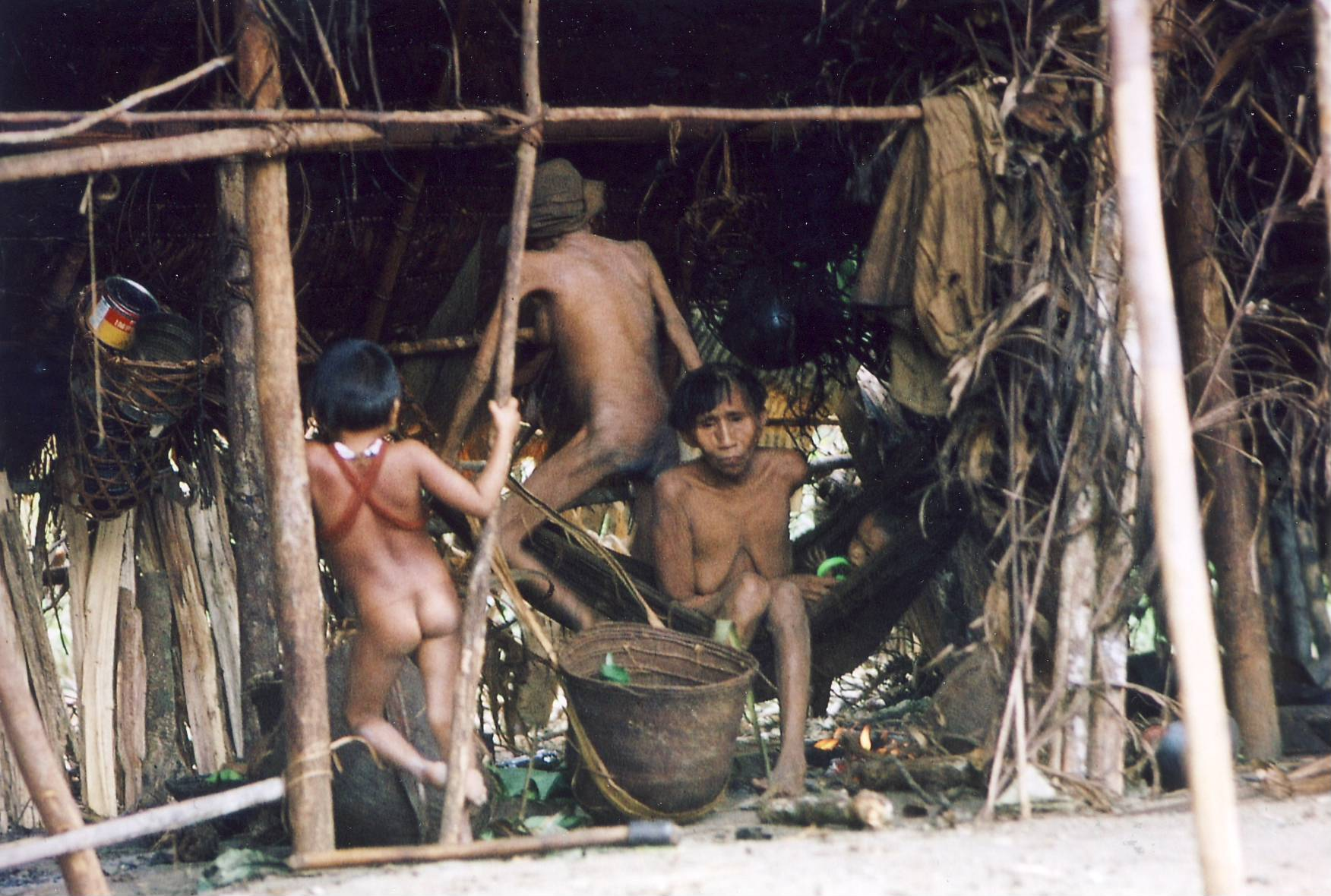
2) Zwei ältere Frauen mit Kindern
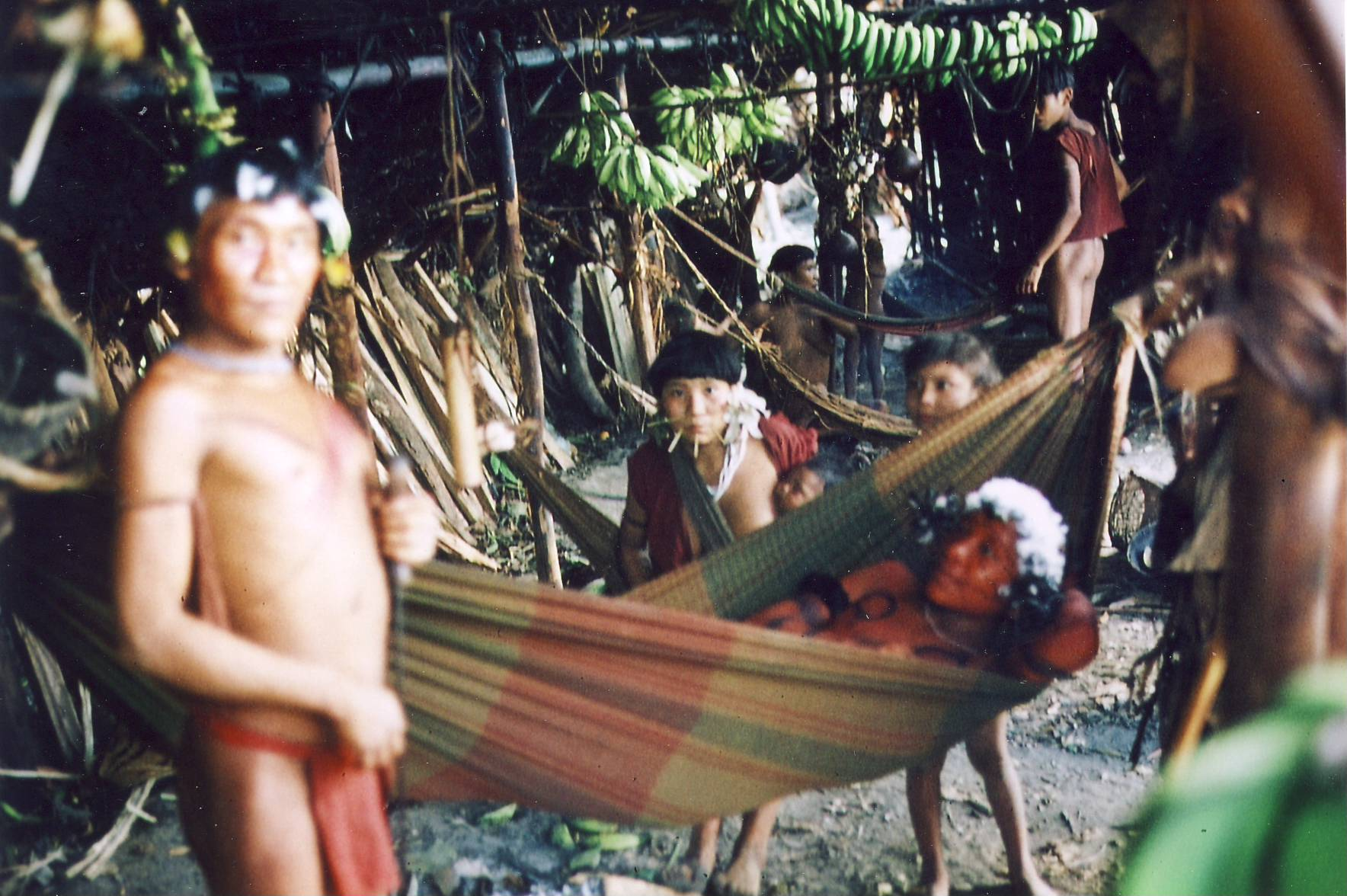
3) Besuchern wird eine Hängematte angeboten

Auf Foto 1 ist links die Feuerstelle zu erkennen und hinten der Holzvorrat. Das Feuermachen ist Männersache, während die Frauen für das Brennholz sorgen. Durch die Reibungshitze beim Quirlen zweier Holzstäbe entfachen die Waika Feuer. Nachts und in den Regenperioden kann es empfindlich kalt werden. Außerdem können durch den Rauch Moskitos und andere Plagegeister vertrieben werden. In der Mitte liegen auf Blättern geschälte Kochbananen (Camburos), die roh nicht genießbar sind, gebraten aber köstlich schmecken. Rechts liegt ein Vorrat an Yucca-Wurzeln und dahinter steht eine große Kalebasse.
Foto 2 zeigt ein möglicherweise krankes Kind in der hamaca. Zwei ältere Frauen sind bei ihm. Sie sind offensichtlich in schlechtem Gesundheitszustand, was des Öfteren bei den Älteren zu beobachten ist. Das mag einmal an der schweren Arbeit liegen, die sie ein Leben lang zu verrichten hatten, aber häufig auch an Krankheiten wie Darmparasiten oder Malaria. Der Korb vor der sitzenden Frau ist ein typischer Tragekorb von sehr feiner Flechtarbeit, während der hängende Korb links einfacher geflochten ist.
Auf Foto 3 liegt ein junger Waika-Indio, der festlich geschmückt ist, in der Hängematte, während ein älterer daneben steht. Es sind Besucher von einer anderen Siedlung und sie haben sich deshalb mit angeklebtem Vogelflaum geschmückt. In der hamaca neben dem Besucher sitzt eine junge Waika-Frau mit ihrem Kind. Sie trägt die typischen Schmuckstäbchen in der Unterlippe. Am oberen Bildrand erkennt man einen Vorrat an Kochbananen.

## Phänotyp

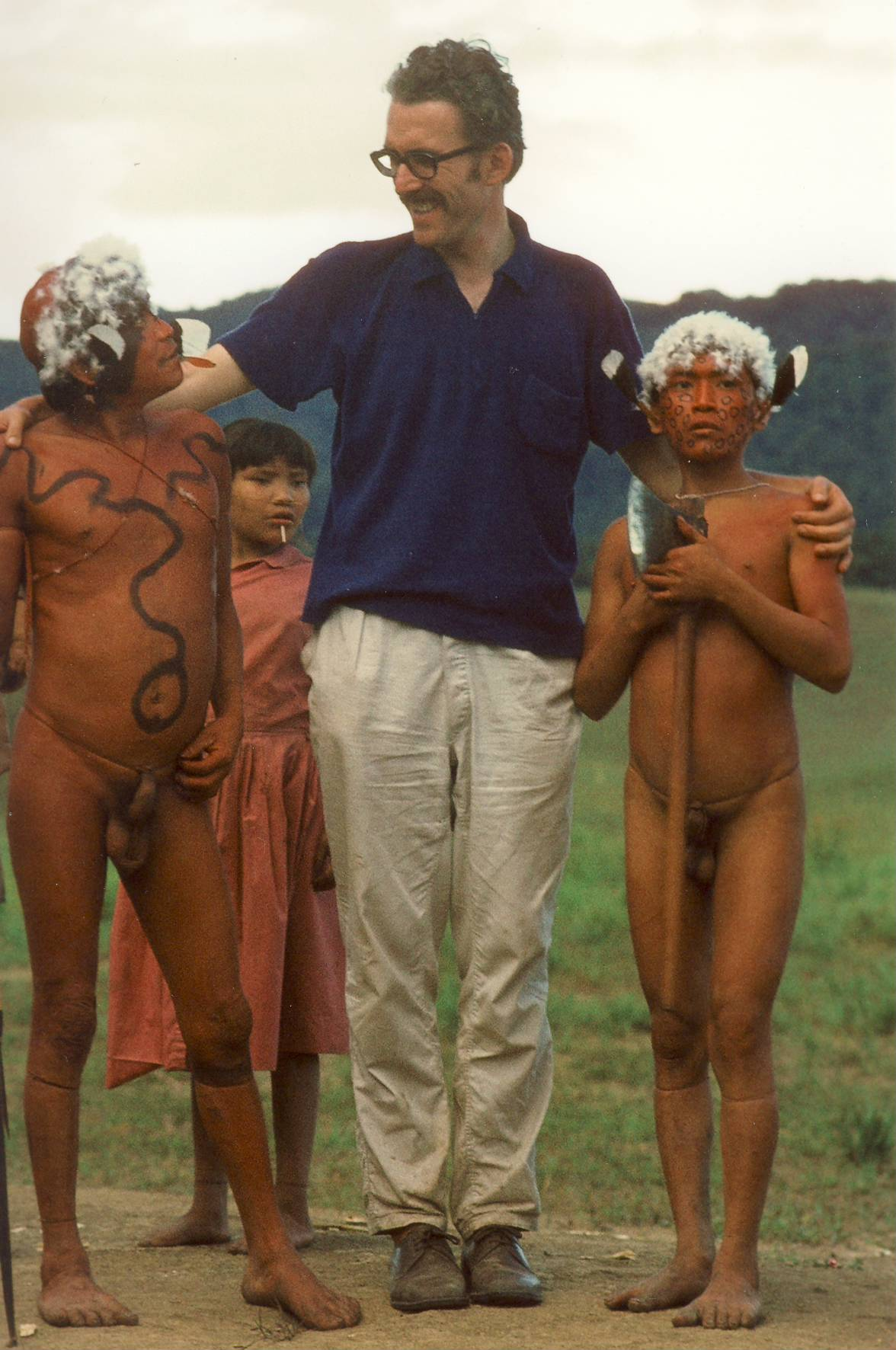
Größenvergleich: Waika (150 cm), Europäer (180 cm)

Die Waika sind etwa 150 bis 160 cm groß, was besonders bei Begegnungen mit westlichen Besuchern auffällt. Ihre Hautfarbe ist recht unterschiedlich und geht von einem dunklen bis zu recht hellem Braun. Ihre Haare sind immer von sattem Schwarz, ihre Augen von kräftigem Braun. Erstaunlicherweise unterscheiden sich die verschiedenen Individuen selbst innerhalb einer Gruppe sehr in ihrem Erscheinungsbild. Manche haben durchaus westliche, europäische Gesichtszüge und würden entsprechend gekleidet in einer modernen Großstadt kaum auffallen. Andere dagegen haben wieder ausgesprochen asiatische Gesichtszüge. Es könnte sein, dass sich so die vor Jahrtausenden eingewanderten Volksstämme noch heute in deren Nachkommen manifestieren.
Die Waika sind unbekleidet, würden sich aber ohne ihre dünne Hüftschnur und die magischen Schnüre über den Oberkörper nackt vorkommen. Mit der Hüftschnur binden die Männer ihren Penis an der Vorhaut hoch, während die Frauen ein schmales, rot gefärbtes Tuch vor der Scham tragen. Charakteristisch ist die Haartracht von Männern und Frauen. Beide rasieren den Schädel zu einer Art Tonsur aus, lassen aber einen dichten Haarkranz stehen. Bei Männern und Frauen weisen die meisten Schädel mehrere zum Teil lange Narben auf. Sie stammen von Mutproben oder Züchtigungen. Dabei kann es auch zu Todesfällen kommen, was weitere Auseinandersetzungen zur Folge haben kann.
Zur Bekleidung ist auch die Bemalung des Körpers mit der Palmfruchtfarbe Onoto (Bixa orellana) zu rechnen. Daneben wird auch das Schwarz von Kohle verwendet. Dabei werden die Muster nicht willkürlich aufgetragen, sondern entsprechend tradierter symbolischer Bedeutung. So entsprechen etwa Punkte den Flecken des Jaguars und charakterisieren so seinen Träger in einer bestimmten Weise.

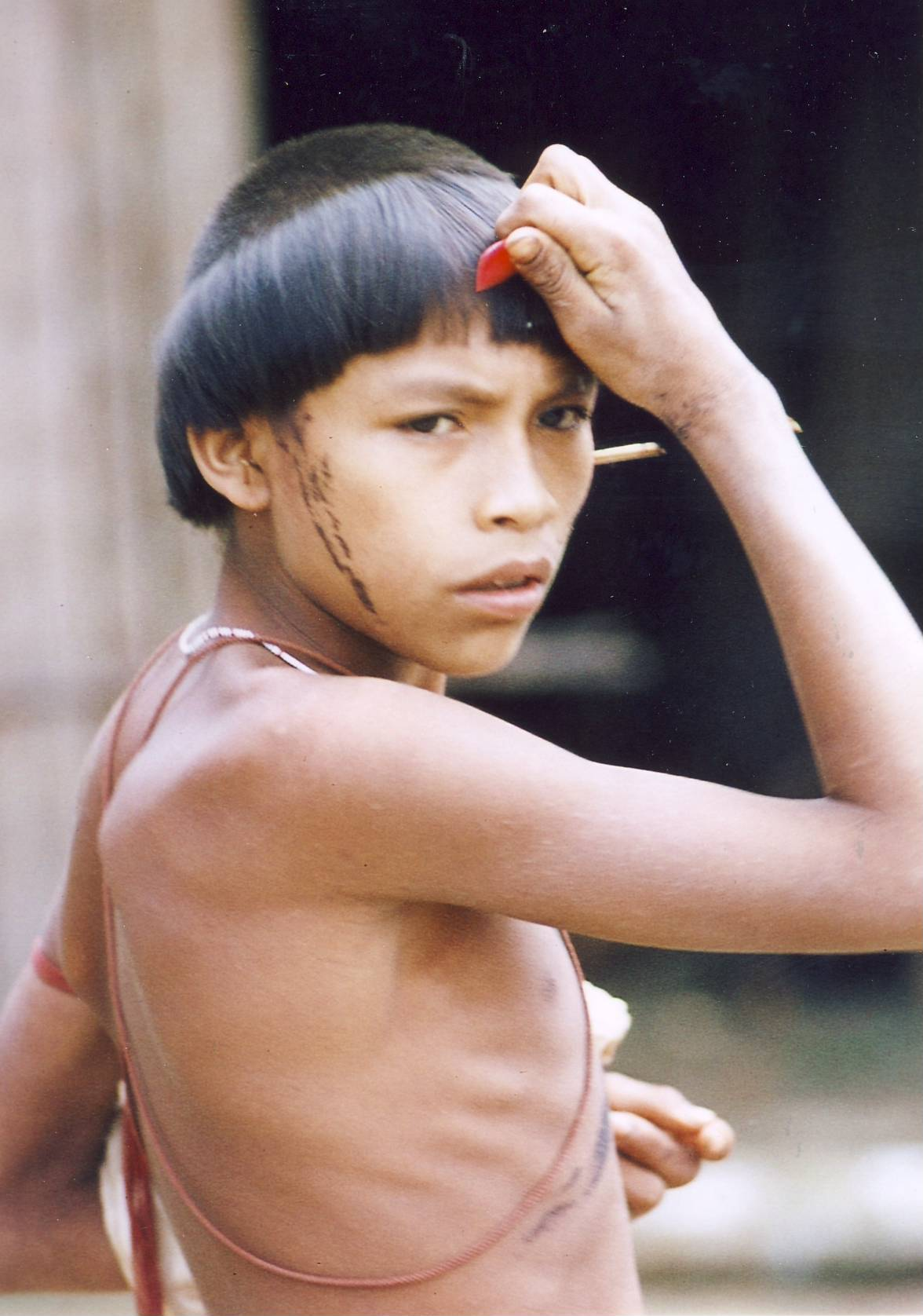
Junger Waika im Alltag
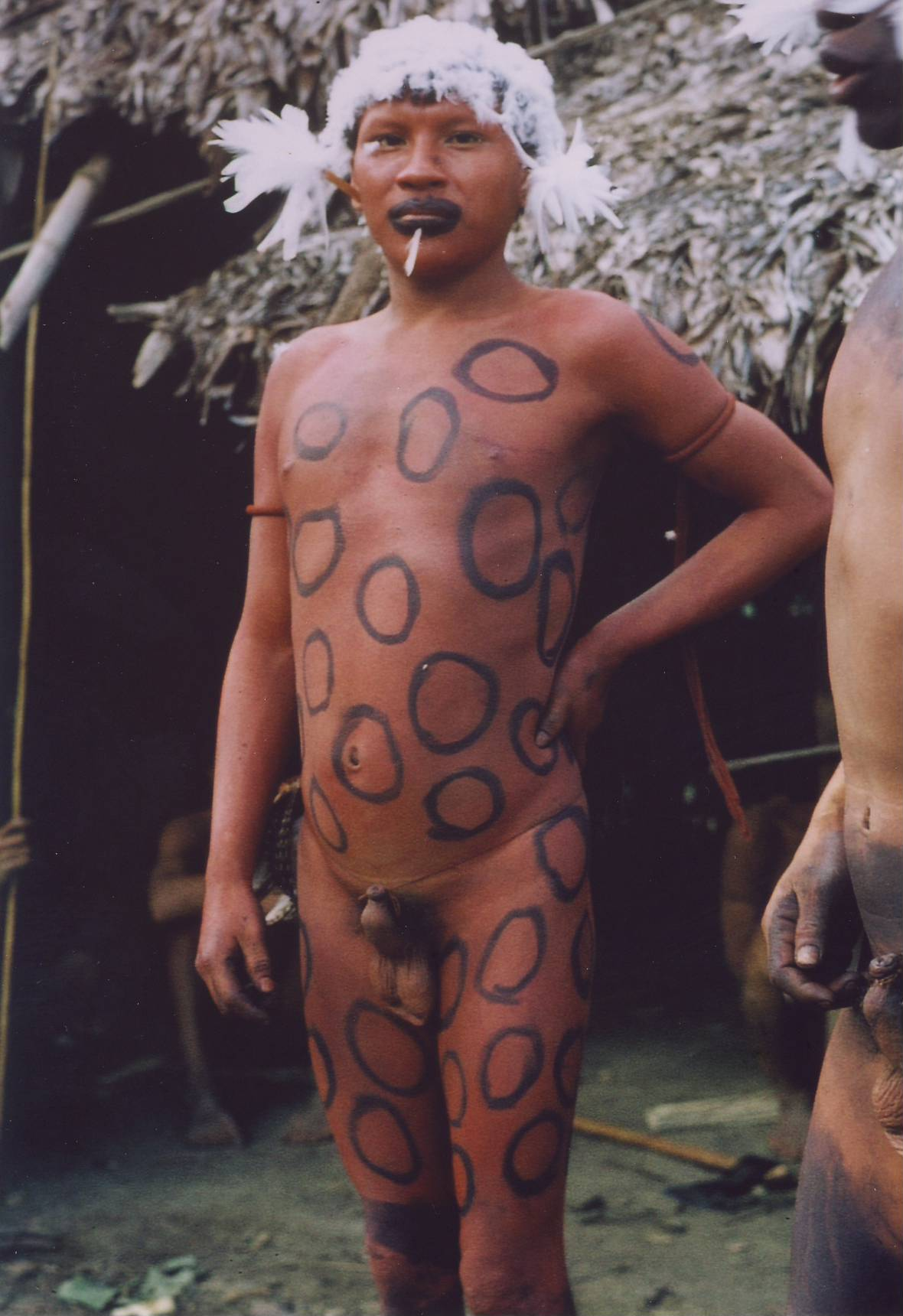
Junger Waika, festlich geschmückt
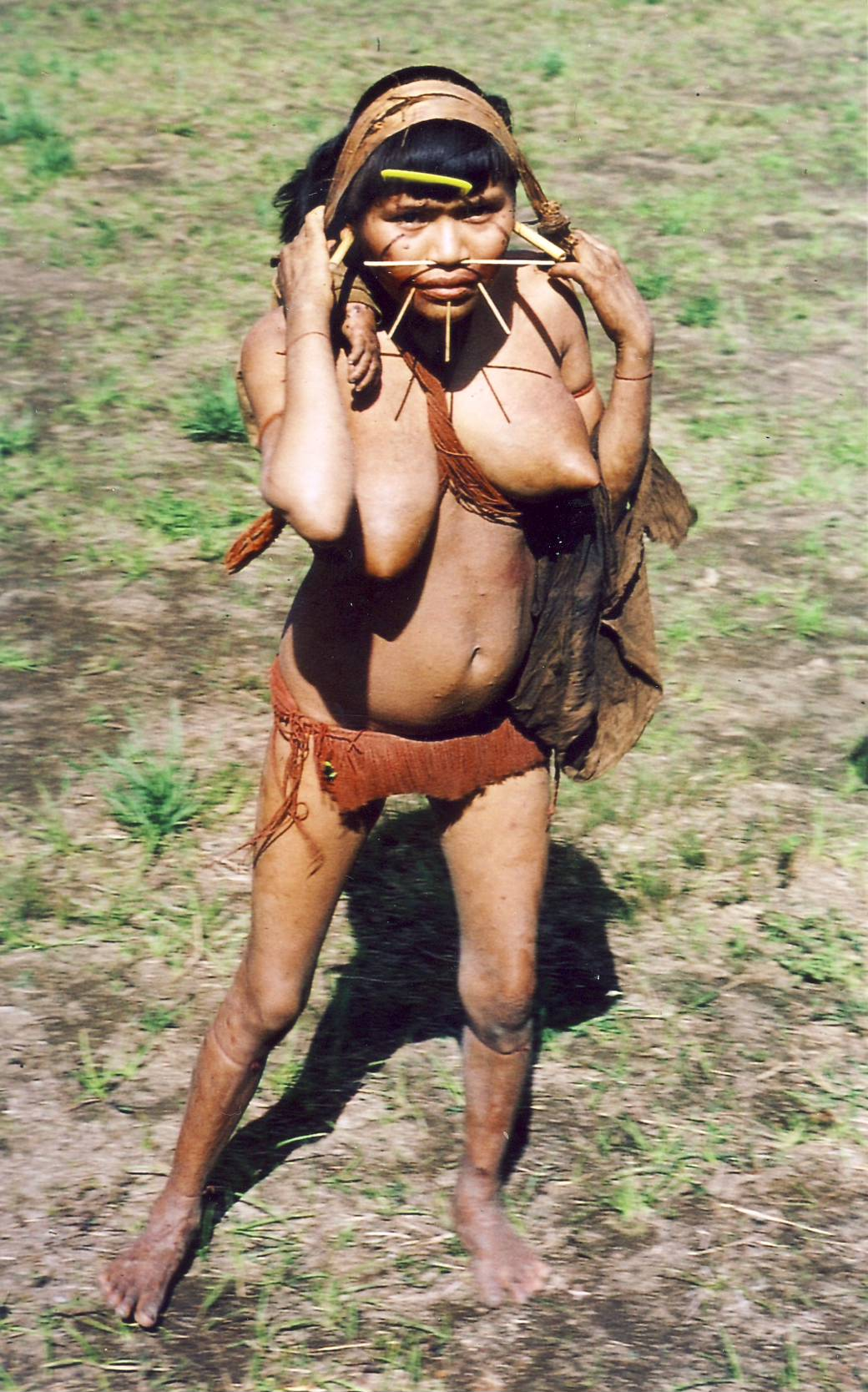
Waikafrau mit Tragekorb
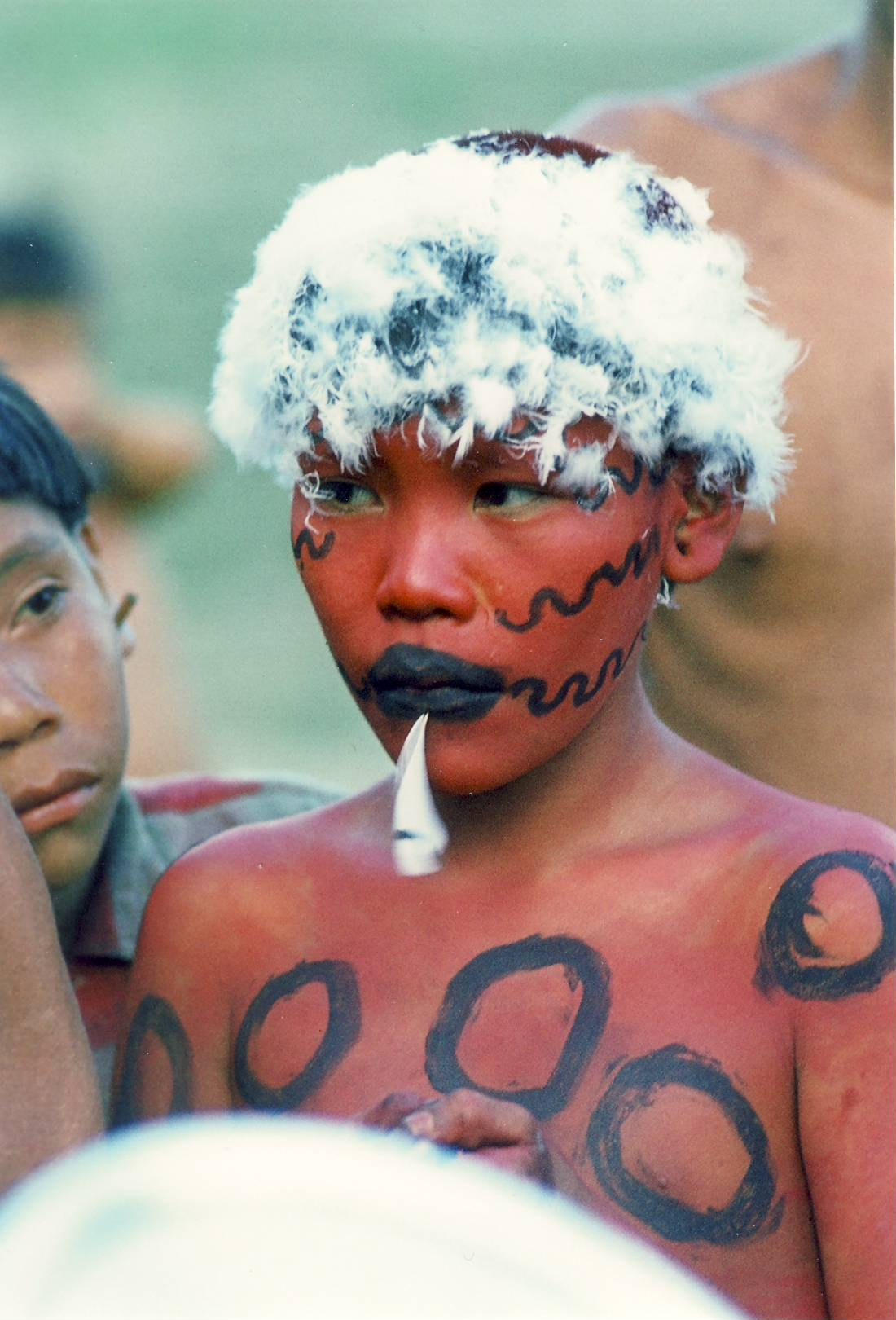
Junger Waika mit Jaguarsymbolen bemalt

Anlässlich von Besuchen in benachbarten Shapono werden Haare und Körper mit angeklebtem Vogelflaum geschmückt und auch in den Ohrläppchen stecken Federn. Vielfach wird auch in das Nasenseptum ein Schmuckstäbchen eingeführt. Die Frauen tragen auch im Alltag drei dünne Schmuckstäbchen in der Unterlippe.
Als besonders bemerkenswertes Charakteristikum der Waika kann man ihr außergewöhnlich feines Gehör bezeichnen. So riefen sie „elicoptero“ etwa zehn Minuten bevor Europäer einen sich nähernden Hubschrauber wahrgenommen hatten.

## Soziale Organisation

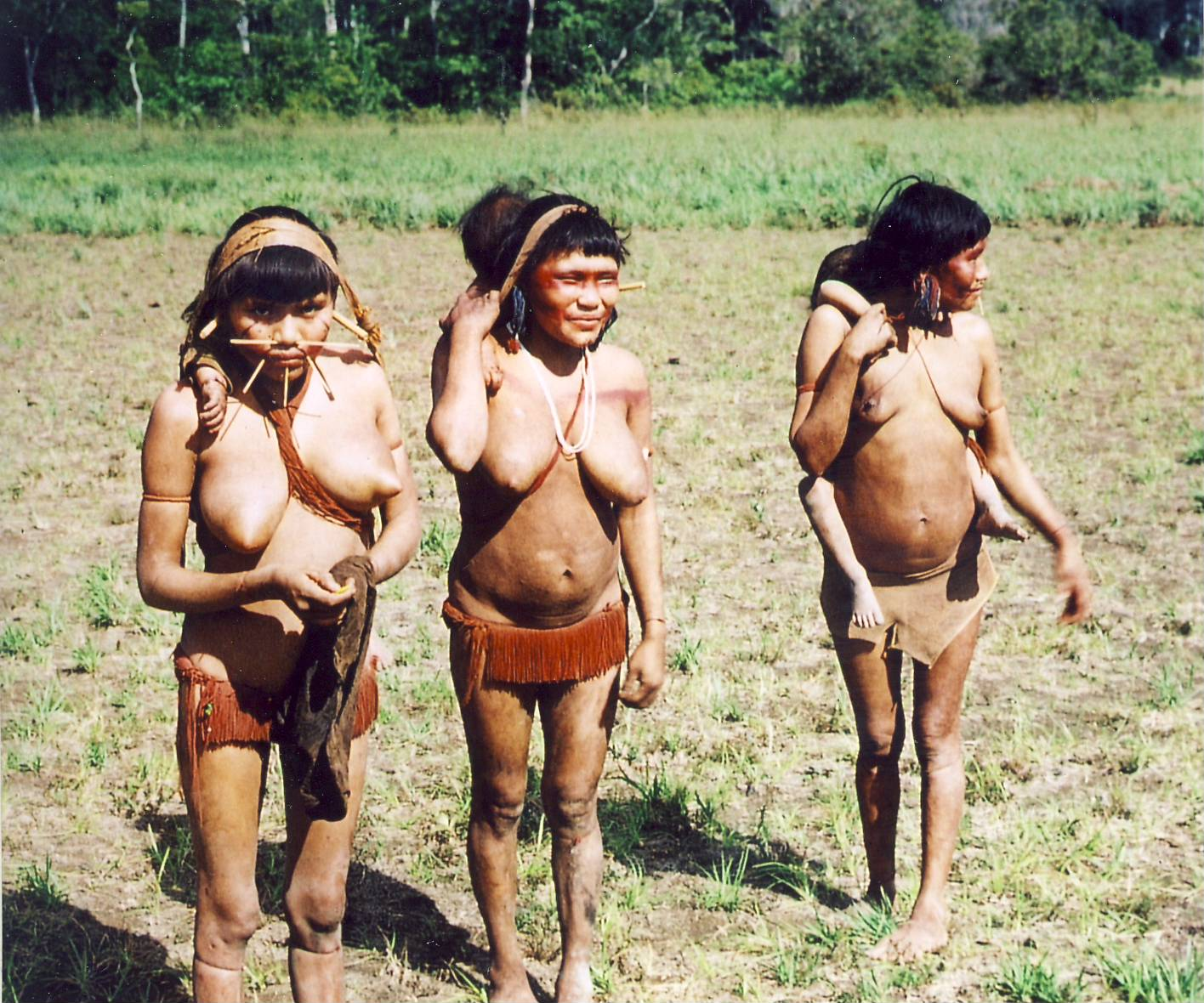
Frauen mit ihren Kindern im Trageband auf dem Rücken (1973)

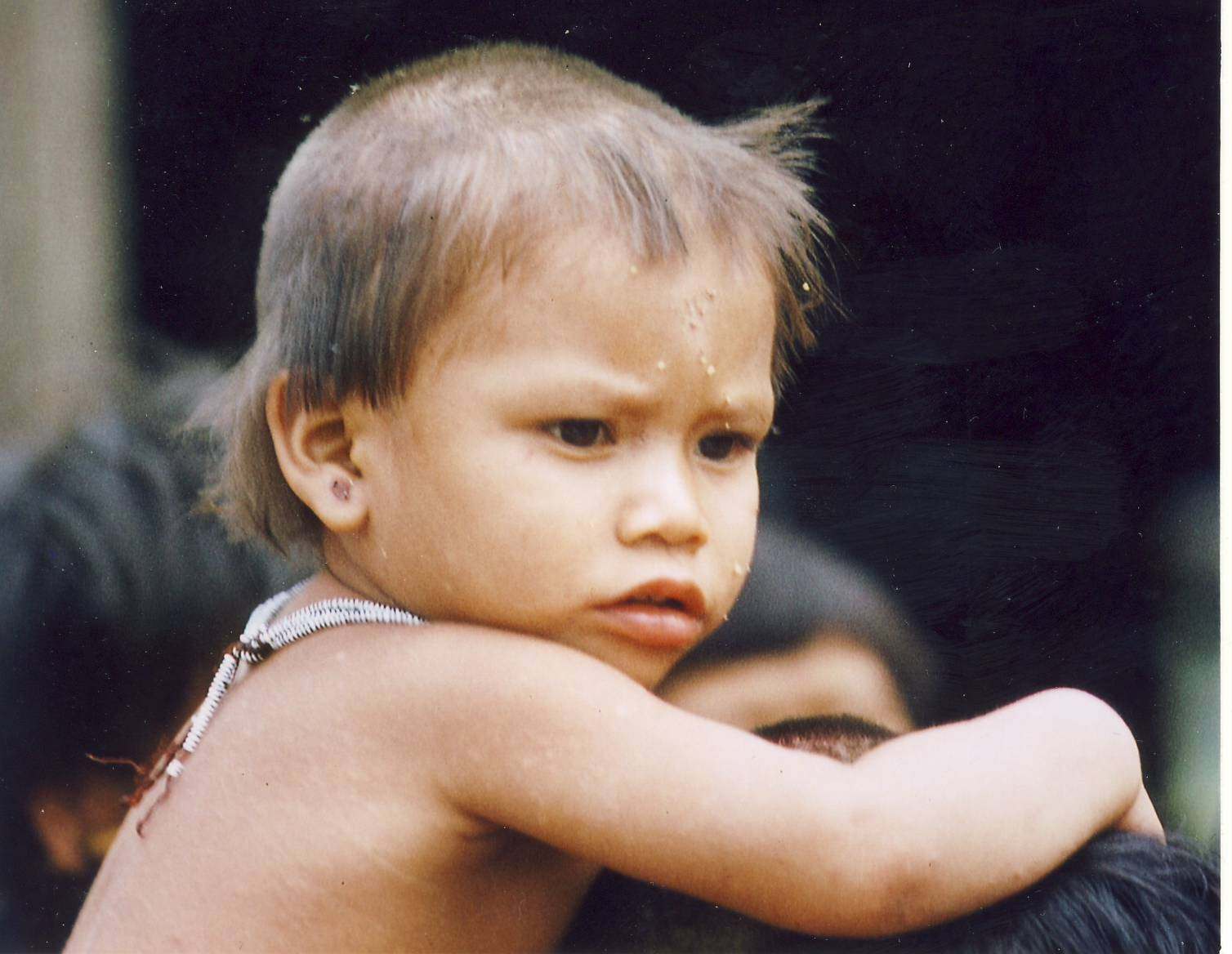
Kind auf dem Rücken seiner Mutter (2008)

Die Waika leben normalerweise monogam. Die Frauen bringen in der Regel höchstens alle drei Jahre ein Kind zur Welt, was aus den oft sehr schwierigen Lebensverhältnissen zu erklären ist. Bei Zwillingen wird deshalb eines der beiden Kinder getötet oder man lässt es verhungern. Ebenso verfährt man mit Kindern, die unter Missbildungen leiden. Sie aufzuziehen wird von der Gruppe traditionell als Gefährdung ihrer Stabilität angesehen, weil jeder einzelne seinen Beitrag für Ernährung und Verteidigung zu leisten hat.
Die Frauen praktizieren Geburtenkontrolle mit Hilfe bestimmter Pflanzen. Auch das Stillen der Kinder über mehrere Jahre unterstützt dies. Allerdings werden diese sehr schnell selbständig, spielen auf dem Boden mit den Hunden, klettern auf den Stützstangen der Dächer herum oder üben mit Kinderbogen das sichere Treffen von Zielen. Die ersten drei Jahre schlafen die Kinder in der hamaca (Hängematte) auf dem Körper der Mutter. Aber auch Männer kümmern sich in ihrer Freizeit um ihre Kinder.
Es herrscht eine geschlechtsspezifische Arbeitsteilung. Die Männer erledigen die Rodungsarbeiten bei den neu anzulegenden Pflanzungen, sorgen auf der Jagd für Frischfleisch und gewährleisten den Schutz vor feindlichen Angriffen. Die Frauen arbeiten auf den Pflanzungen, bringen in ihren großen Körben Bananen oder Yucca-Wurzeln (Maniok) in den Shaponos, bereiten das Essen und kümmern sich um die kleinen Kinder. Allerdings hat man als Besucher schon den Eindruck, dass die Frauen tatsächlich immer beschäftigt sind, während die Männer insbesondere nach einer erfolgreichen Jagd gerne in der hamaca liegen.

## Ernährung
Die Waika sind Sammler, Jäger und Ackerbauern. In der Nähe ihrer Shapono legen sie immer Pflanzungen an, wo sie verschiedene Bananenarten, vor allem die wichtigen Platanos (Kochbananen) und Yucca anbauen. Bei der Yucca-Wurzel handelt es sich um Maniok, dessen eine Art sofort zubereitet werden kann und sehr wohlschmeckend ist. Eine andere Art enthält aber zu viel Blausäure, die herausgewaschen werden muss. Dazu wird der Maniok auf einem Reibbrett zerrieben und mit viel Wasser angereichert. Der entstehende Brei wird dann in einen etwa zwei Meter langen und ca. 15 cm dicken geflochtenen Schlauch, dem tipiti, gefüllt und damit ausgepresst. Dieser wird an einen Ast gehängt und unten beschwert. Er ist so raffiniert geflochten, dass er sich zusammenzieht, je mehr er unten beschwert wird. So verliert der Brei Wasser und den größten Teil der Blausäure, kann getrocknet und als haltbares Mehl lange aufbewahrt werden. Im Wald finden die Waika auch die beliebten „Rascha“-Pfirsichpalmfrüchte (Guilielma Gasipaes), aber auch dicke Maden oder Vogelspinnen, die im Feuer geröstet werden. Die Männer jagen Tapire, Affen, Rehe, Wildkatzen, Gürteltiere und Schlangen. Allerdings sind die großen Tiere sehr selten geworden. Schon ein erlegter Affe ist eine begehrte Beute.
Eine besonders raffinierte Jagdtechnik haben die Waika für den Fischfang entwickelt. Ein fischreicher Bach wird an einer Stelle etwas aufgestaut, eine bestimmte Lianenart wird weichgeklopft und im aufgestauten Wasser herumgeschwenkt, das sich daraufhin milchig verfärbt. Das so eingebrachte Gift lähmt die Fische und nach kurzer Zeit treiben sie bauchoben im Wasser. Die Frauen brauchen die Fische nur mehr einzusammeln und in ihren Körben zu verstauen. Das für die Fische lähmende Gift ist für die Menschen ungiftig. Interessanterweise sind die Haustiere der Waika wie Hunde, Papageien oder Affenjunge tabu, werden also nicht verzehrt. Es kommt sogar vor, dass Frauen junge Affen säugen.
Waffen

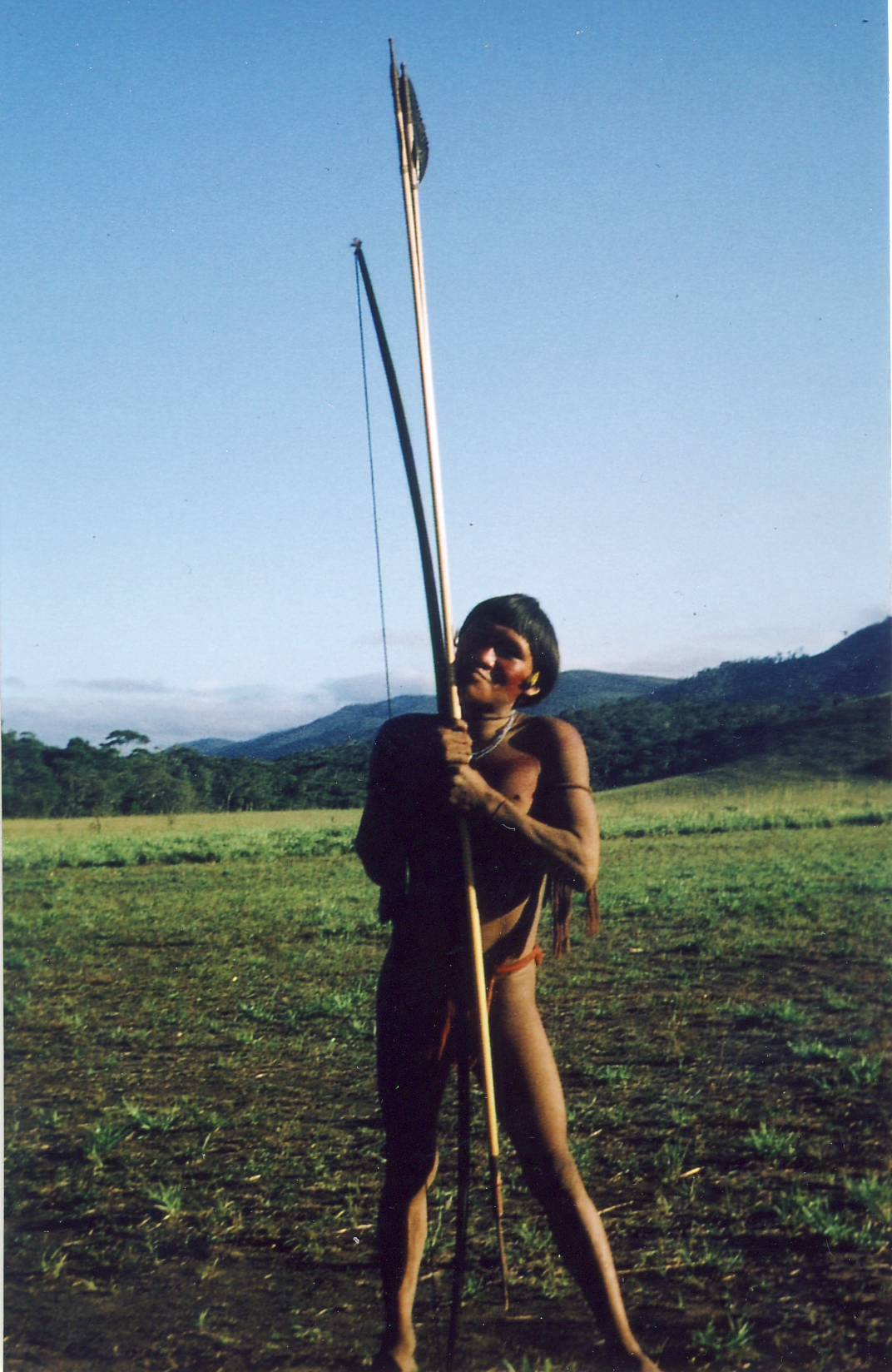
Waika frühmorgens vor der Jagd (2008)

Am wichtigsten ist der ca. 1,5 Meter lange, aus hartem Holz gefertigte Bogen. Es hat einiges an Zugkraft und ist für Ungeübte nur schwer zu spannen. Dazu gehören bis zu 2 Meter lange Pfeile, die aus einem leichten, schilfähnlichen Rohr bestehen und Spitzen mit Widerhaken aus Hartholz oder Knochen tragen. Zur Flugstabilisierung sind hinten Federn angebracht. Erstaunlich ist die für Waldbewohner ungewöhnliche Länge der Pfeile. Ethnologen vermuten, dass dies eine Tradition aus Vorzeiten ist. Vielleicht hat dies auch nur seinen Grund in der guten Treffsicherheit dieser Rohrpfeile.
Ähnlich erstaunlich ist das bis zu 3 Meter lange Blasrohr, das bei den Waika üblich ist. Damit verschießen sie ca. 20 cm lange dünne Pfeile, die hinten einen dicken Baumwollstopfen haben. Die Pfeile tragen die Waika in einem geflochtenen Köcher um den Hals. Sie haben eine erstaunliche Durchschlagskraft und dringen noch auf mehrere Meter Entfernung selbst in Holz tief ein. Mit vergifteten Pfeilen jagen die Waika vor allem Affen, die sich zuweilen die Pfeile selbst aus dem Körper ziehen. Gelingt ihnen dies nicht, so setzt allmählich die Wirkung des lähmenden Gifts ein, sie können sich in den Bäumen nicht mehr halten und stürzen zu Boden.

## Kultur

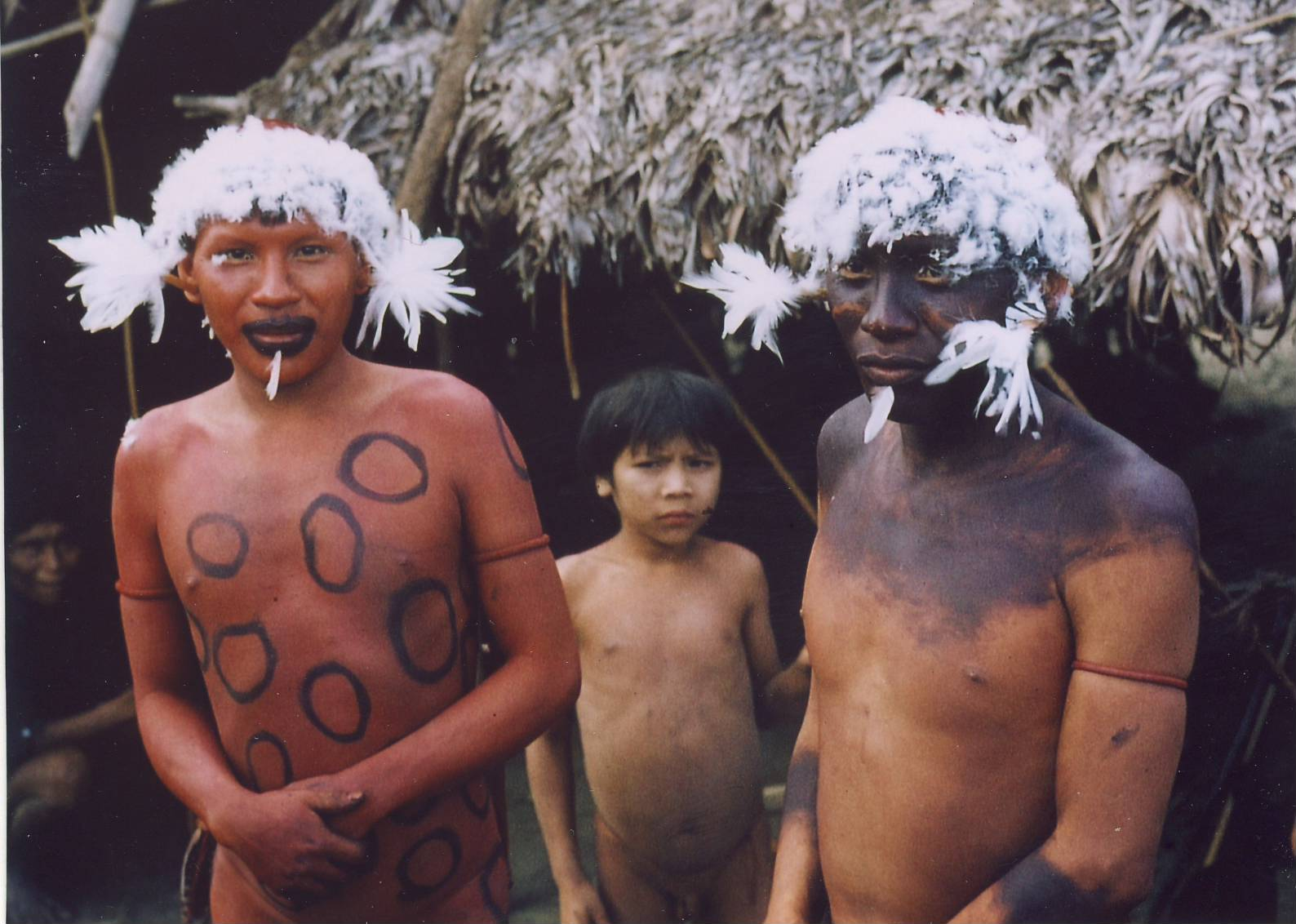
Geschmückte Besucher aus einem Nachbarshapono (2008)

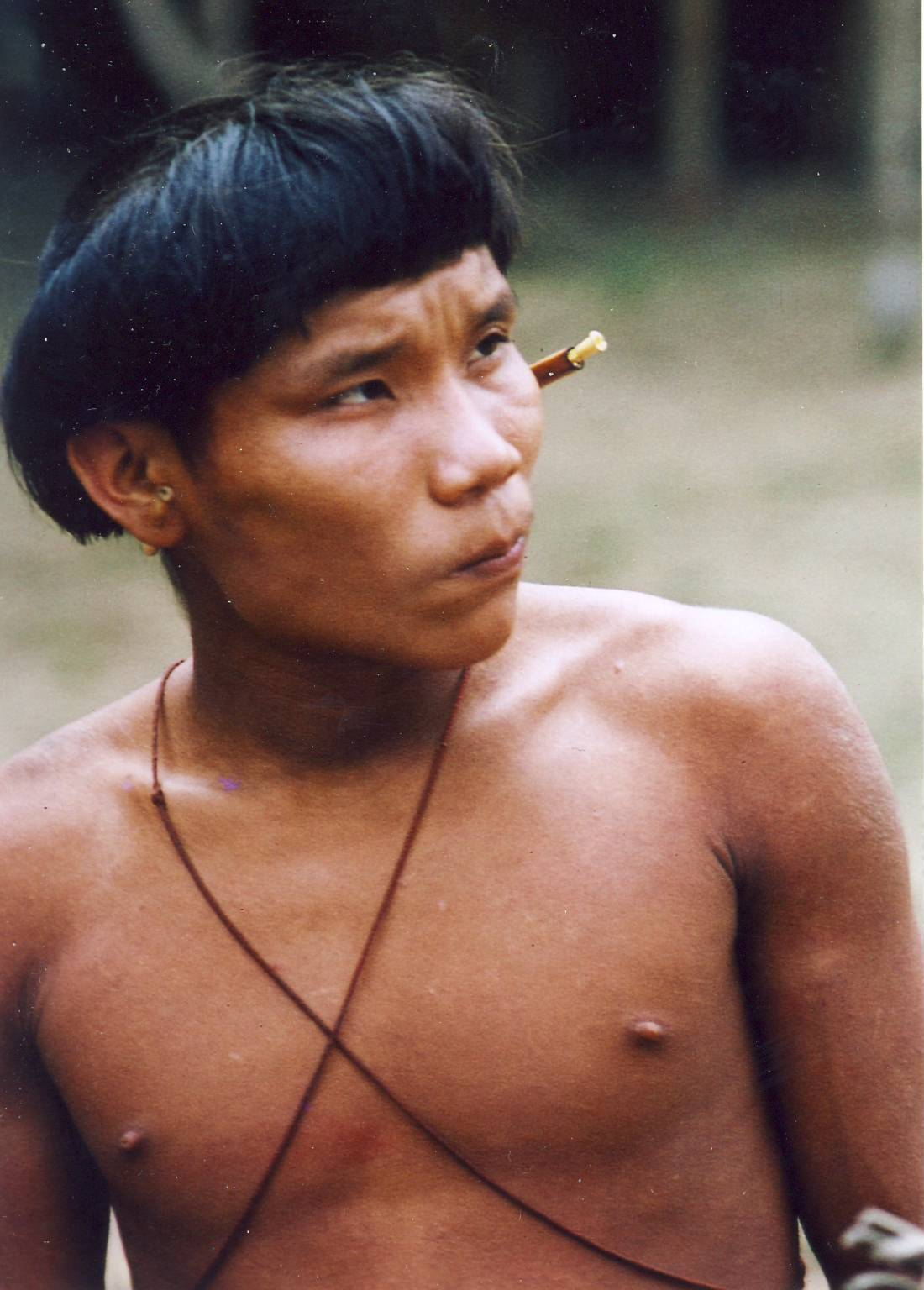
Waika mit magischen Schnüren und Ohrpflöcken (2008)

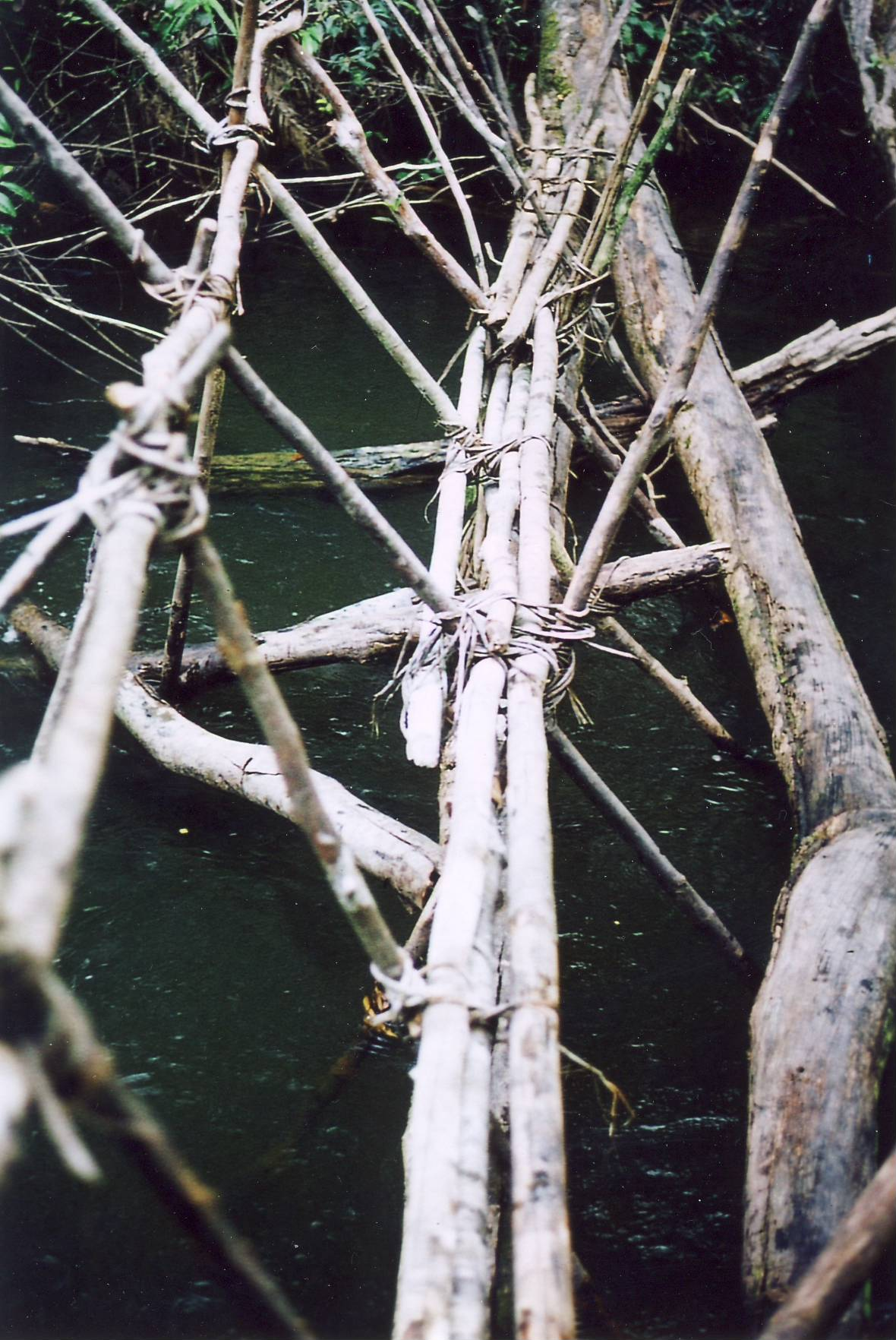
Waika-Brücke über einen Fluss (2008)

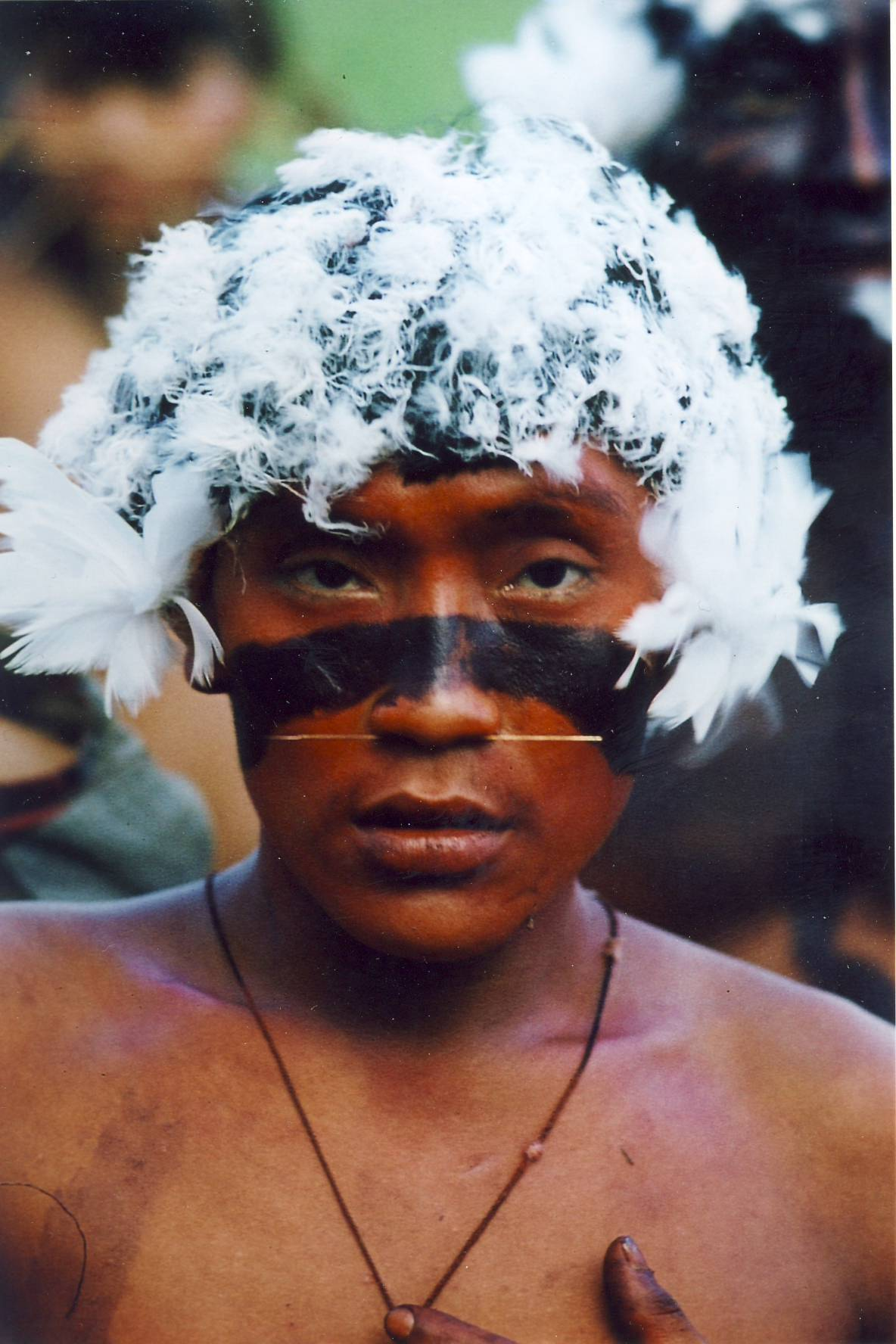
Festlich geschmückter Besucher aus einem Nachbarshapono (2008)

Die Waika haben keine Schrift entwickelt. Missionare versuchen allerdings ihre Sprache zu verschriftlichen. Auch ein Zahlensystem gibt es nicht. Nur für „eins“ und „zwei“ existieren Worte. Darüber hinausgehende Mengen werden mit „viel“ bezeichnet. Allerdings sind Steinritzungen im Gebiet der Waika entdeckt worden, die nicht genauer bestimmt werden konnten. Auch Musikinstrumente sind nicht entwickelt worden. Gesänge und Tänze spielen dennoch eine bedeutende Rolle im Leben der Waika. In ihnen wird die Überlieferung und Mythologie von Generation zu Generation weitergegeben. So berichten die Schamanen von der Entstehung der Welt und der Menschen.
Die Droge Ebena
Die Einnahme von halluzinogenen Drogen ist bei allen südamerikanischen Indianern weit verbreitet. Bei den Waika ist es Ebena, von anderen Stämmen Yopo genannt. Wichtigster Bestandteil sind die Bohnen der Akazie Piptadenia peregrina, die schon Alexander von Humboldt beschrieben hat. Dazu kommen noch verschiedene Baumrinden. Nur Männer benutzen Ebena, die Schamanen regelmäßig bei ihren Zeremonien. Bei der Einnahme von Ebena setzen sich zwei Männer gegenüber und blasen sich das Pulver mit einem bis zu einem Meter langen Rohr abwechselnd in die Nase. Nach einiger Zeit erfolgt eine sehr starke Sekretion der Schleimhäute von Nase und Mund. Zuweilen kommt es auch zu Erbrechen oder Ohnmachtsanfällen. Der in der Waikagesellschaft hochbedeutende Schamane verwendet Ebena regelmäßig, um mit den Geistern in Verbindung zu treten. Traditionsgemäß verwenden die Waika die Droge eher selten. Für den Schamanen ist sie allerdings insbesondere bei Krankenheilungen unverzichtbar.

## Begegnung mit der Zivilisation

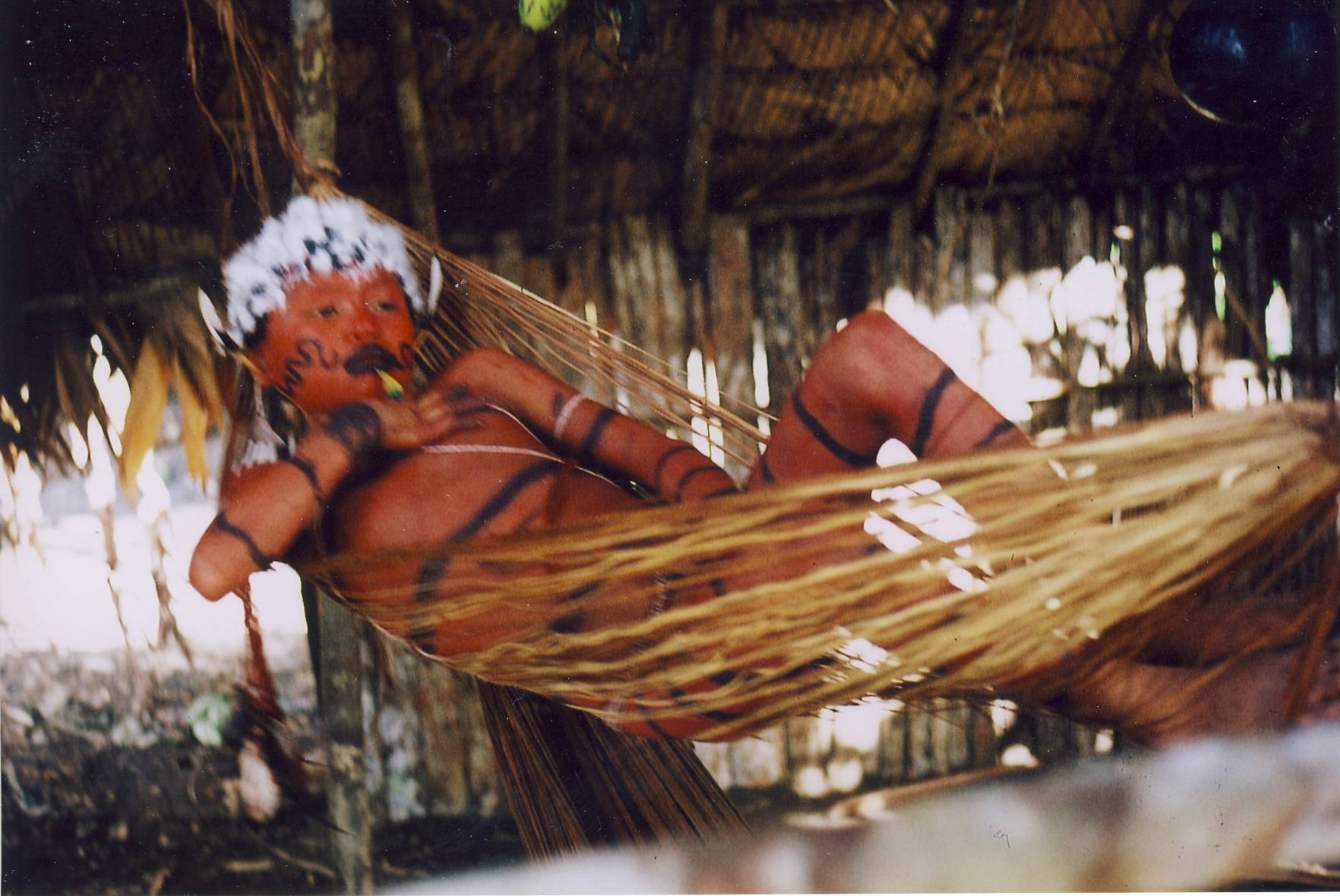
Junger Waika ruht in seiner hamaca (2008)

Die Waika haben im Laufe von Jahrtausenden eigene Wertvorstellungen entwickelt, die ihnen ein Überleben im Urwald ermöglicht haben. Auch wenn diese oft sehr von westlichen Vorstellungen abweichen, so haben sie es doch ermöglicht, dass diese Menschen im Einklang mit der sie umgebenden Natur lebten. Durch die Berührung mit der Zivilisation wird das bislang funktionierende Gefüge gestört und oft zerstört. So ist diese alte Kultur heute zunehmend gefährdet.
Überbringen von Geschenken etwa stellt eine oft tödliche Gefahr dar, indem sie Krankheiten übertragen, denen die Waika schutzlos ausgeliefert sind. Die Folgen sind Epidemien und die Flucht der Überlebenden tiefer in den Urwald hinein. Ähnlich gefährlich ist die Bekanntschaft mit Alkohol, eine der Geißeln der Naturvölker. Oft kommen die Waika durch die Begegnung mit illegalen Holzfällern und ebenso illegalen Goldsuchern mit Alkohol und anderen zivilisatorischen Verführungen in Berührung. Dabei erweist sich die Attraktivität der Zivilisationsprodukte oft als unwiderstehlich. Zwar versuchen die zuständigen staatlichen Stellen die Indianer zu schützen, aber Geldgier und Korruption machen oft alle staatlichen Bemühungen zunichte. Regelmäßige Gesundheitsvorsorge und Impfungen verbessern den Gesundheitszustand der Waika. Dies geschieht auch nicht selten von privater Seite auf eigene Kosten, etwa durch idealistische Mediziner.